# 沃歌斯

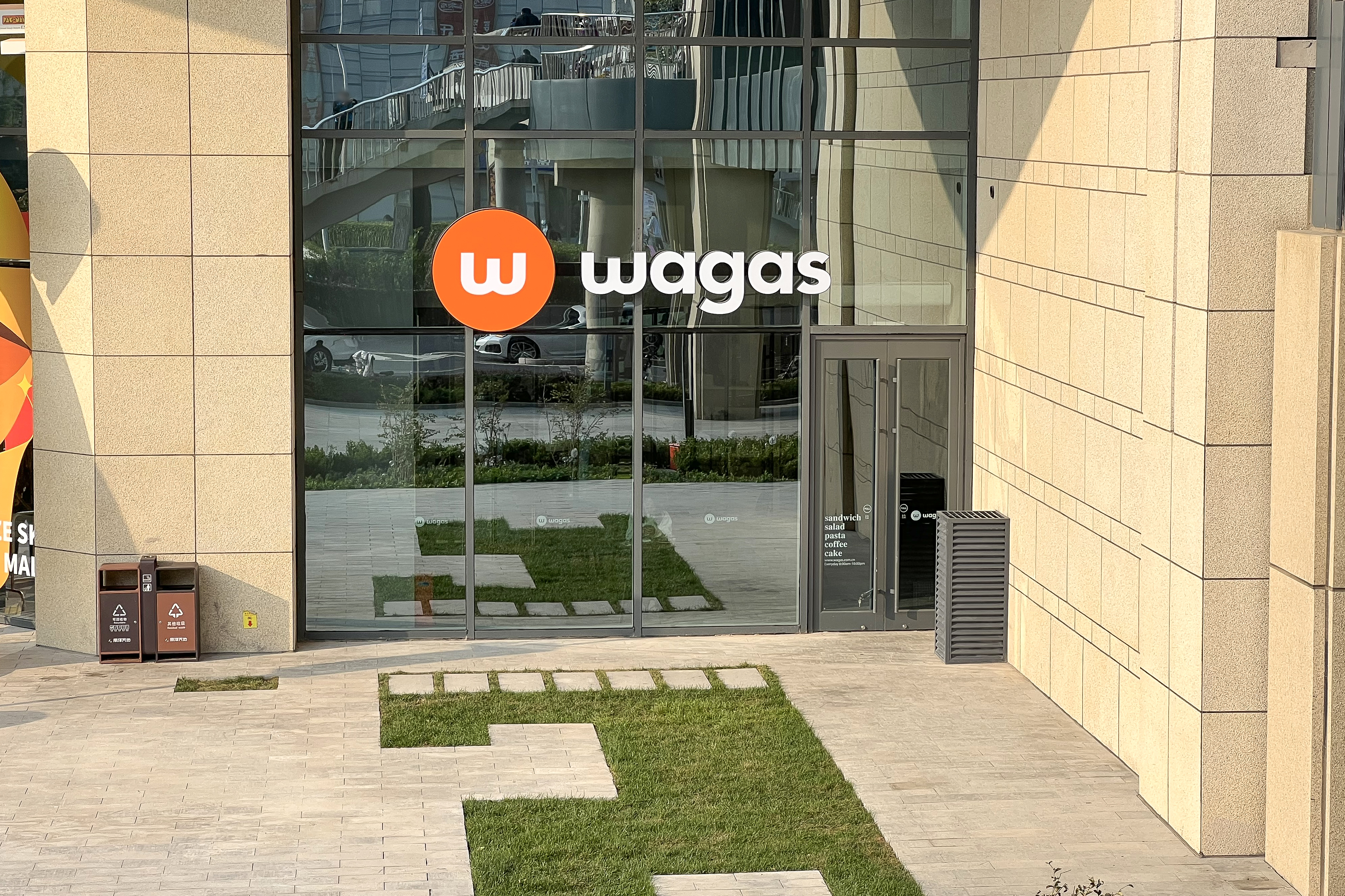
中国北京丰台区一家沃歌斯餐厅

沃歌斯（Wagas）是一家中国西餐连锁餐厅，总部位于上海市静安区。 沃歌斯最初是一家咖啡馆，後來逐渐发展成轻食简餐连锁，所售产品包括沙拉、意大利面、三明治、果汁和咖啡等。截至2022年，沃歌斯在中國大陸11個城市共有250家餐厅。 

## 历史
来自丹麦的John Christensen來到上海市後從事物流工作。1999年，他在中信泰富广场开了一家名为Wagas的咖啡馆，供应沙拉、三明治、咖啡、果汁等。2001年，Wagas首店中信泰富店的店经理、来自澳大利亚的华裔Jackie Yun決定和创始人共同经营沃歌斯。  沃歌斯在首店开业后的近10年里，门店数量都没有突破10家。 2016 年，沃歌斯在深圳市开设了第一家分店。 2017年，沃歌斯宣布在年底新增40家门店。
沃歌斯又開設旗下品牌FUNK & KALE、BAKER & SPICE（以欧洲面包、酸面包、西点和蛋糕為主）以及LOKAL（以摇滚烤鸡、芝士牛肉汉堡、早午餐拼盘為主）。
2021年，快樂蜂、餐饮品牌国际和百胜中国考虑收购沃歌斯。 2022年9月，安宏资本收购了沃歌斯60%的股權。沃歌斯创始人继续管理集团日常工作。

## 外部鏈接
- Wagas （页面存档备份，存于）
- Baker & Spice （页面存档备份，存于）